# Sergio Postigo Cruz
Sergio Postigo Cruz (La Línea de la Concepción, provincia de Cádiz, 11 de agosto de 1985) es un director de cine, que también ejerce como guionista, director de fotografía y montador. Tras concluir sus estudios de Licenciado en Comunicación Audiovisual en la Universidad de Málaga, su carrera se centra actualmente, sobre todo, en la realización de videoclips y cortometrajes, de entre los cuales destaca hasta la fecha La buena educación, premiado en el certamen MálagaCrea 2012, seleccionado en diversos festivales nacionales y corto del mes en la web cortometrajesonline.com en octubre de 2014.

## Cortometrajes

### La Buena Educación
Dirección: Sergio Postigo Cruz

Producción: EStudio35

Guión: Manuel Araújo Solar y Sergio Postigo Cruz (Basado en la obra teatral escrita por Manuel Araújo Solar)

Fotografía: Sergio Postigo Cruz

Música: Juan Carlos Ocaña

Intérpretes: Francisco Algora, Rafael Arroyo, Manuel Bueno, Ángel Gómez López, Víctor Almazo y Juan Alberto Rodríguez

Sinopsis:

Tres caballeros de las altas esferas sociales, ataviados con smoking, fumando buenos habanos y bebiendo whisky añejo, hacen acto de presencia en el despacho de una casa señorial.

Las buenas maneras y el fino uso del lenguaje son los elementos imperantes en esta comedia que esconde más de lo que parece a simple vista.

Estreno:

28 de abril de 2012 en Algeciras (Cádiz)

Premios y menciones:

- Tercer premio en el Festival de Cortometrajes "MálagaCrea 2012"

- Corto del Mes (Octubre '14) en cortometrajesonline.com

- Mención Especial en el Certamen Internacional de Cortometrajes de Cerdanya 2012 (Gerona)

- Nominado al premio RTVA a la Creación Audiovisual Andaluza como "Mejor cortometraje"

Secciones oficiales:

- I Festival de Cortometrajes Isaac Albéniz Málaga

- XXXV Festival Internacional de Cine Independiente de Elche

- V Festival Internacional de Cine Bajo la Luna "Islantilla Cinefórum" (Huelva)

- V Certamen Nacional de Cortos "Comarca de la Axarquía" (Málaga)

- I Festival Online de Cortometrajes "LaVidaEsCorto" (Las Palmas de Gran Canaria)

- XIII Festival Internacional de Cine de Lanzarote

- XVIII Muestra de Cortometrajes "Adolfo Aznar" (Zaragoza)

- XXXII Concurso Nacional de Cine y Vídeo "FotoFilm Navàs" (Barcelona)

### Siempre Jóvenes
Dirección: Sergio Postigo Cruz

Producción: EStudio35

Guión: Sergio Postigo Cruz

Fotografía: Sergio Postigo Cruz

Intérpretes: Rafael Arroyo, Manuel Bueno, Manuela Rojas, Sergio Fuentes, Miguel Ángel Cantero, Gonzalo García, Jaime Rodríguez e Irene Solís

Sinopsis:

Tres amigos inseparables de la infancia retoman sus aventuras medio siglo después de seguir caminos diferentes. Los fuertes lazos de amistad y su juventud interior lo harán posible.

Estreno:

20 de septiembre de 2014 en Algeciras (Cádiz)

Secciones oficiales:

- IV Certamen de Cortometrajes Mairena del Aljarafe (Sevilla)

## Filmografía

### Cortometrajes
| Año  | Título                | Género     | Duración | Estado             |
| ---- | --------------------- | ---------- | -------- | ------------------ |
| 2018 | Leo                   | Drama      | 15 min.  | Preproducción      |
| 2015 | Éxodo                 | Drama      | 8 min.   | Estreno 03/10/2015 |
| 2014 | Siempre jóvenes       | Drama      | 21 min.  | Estreno 20/09/2014 |
| 2012 | La buena educación    | Comedia    | 17 min.  | Estreno 28/04/2012 |
| 2010 | Un informe imperfecto | Cine negro | 38 min.  | Estreno 30/12/2010 |

### Documentales
| Año  | Título                              | Duración | Estado             |
| ---- | ----------------------------------- | -------- | ------------------ |
| 2016 | Mariano Vargas                      | 30 min.  | Estreno 2016       |
| 2012 | Francisco Algora: 50 años de oficio | 45 min.  | Estreno 28/04/2012 |

### Videoclips
| Año  | Canción            | Intérprete     |
| ---- | ------------------ | -------------- |
| 2016 | Puertas de tierra  | Diego Valdivia |
| 2016 | Perfume            | Diego Valdivia |
| 2015 | Paso a paso        | Antonio Aras   |
| 2015 | Contigo la vida    | Andrés Sánchez |
| 2014 | Furia              | Diego Valdivia |
| 2014 | Otro amanecer      | Diego Valdivia |
| 2013 | Llanto al piano    | Diego Valdivia |
| 2013 | La bahía           | Diego Valdivia |
| 2012 | Verdadera realidad | José Barberán  |